# Salva de 21 cañonazos

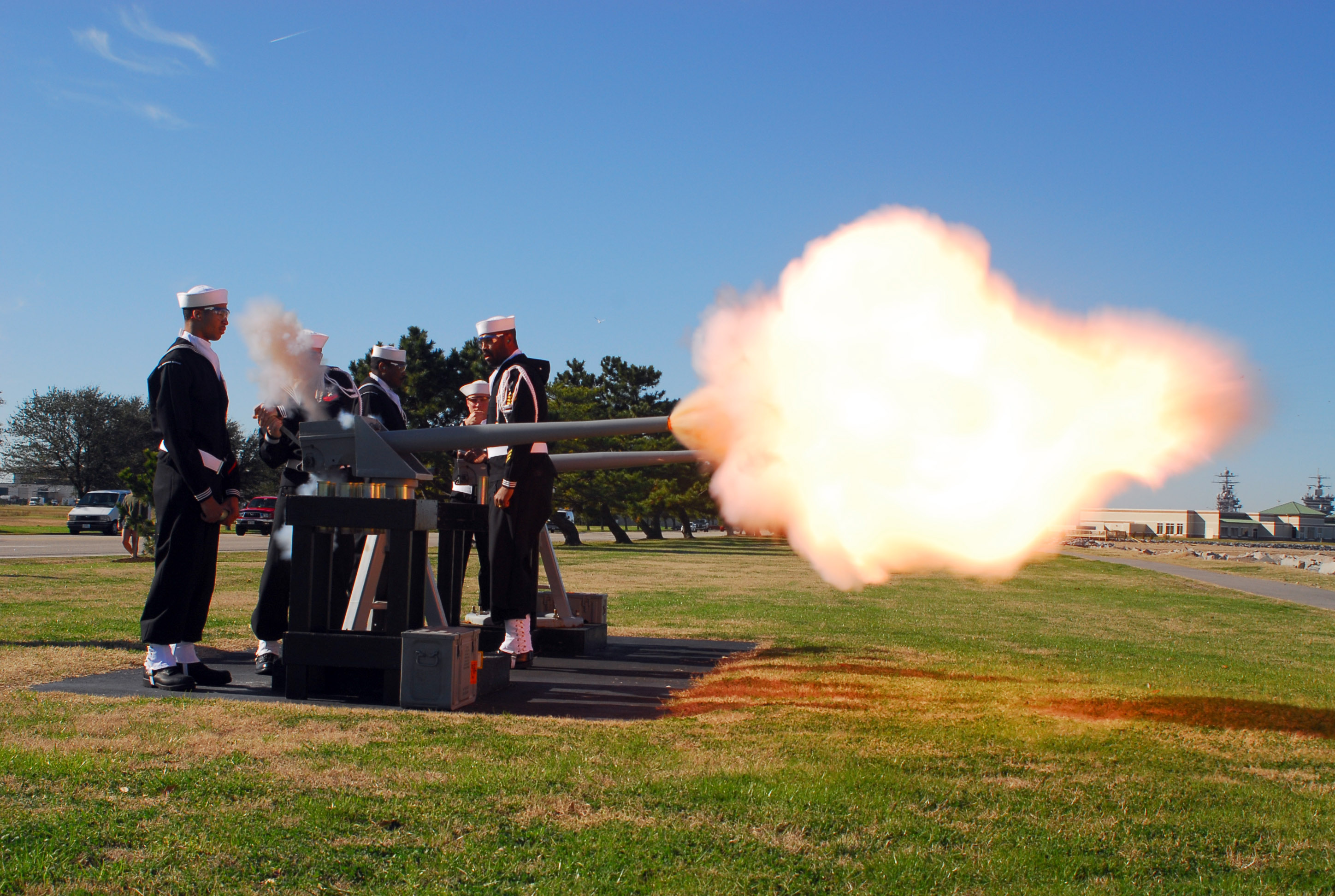
El Comando de Municiones de la Armada de EE. UU., destacamento de Sewells Point, realiza un saludo con una salva de 21 cañonazos en Iowa Point, en honor al expresidente Gerald R. Ford, fallecido unos días antes

Una salva de 21 cañonazos es una forma de saludo protocolario, que se realiza disparando piezas de artillería como honor militar. A medida que evolucionaron las costumbres navales, se empezaron a disparar salvas de 21 cañonazos para honrar a altos dignatarios como jefes de Estado o en circunstancias excepcionales a jefes de gobierno, de manera que el número de disparos disminuía de acuerdo con el rango del destinatario del honor. Si bien el saludo de 21 cañonazos es el más comúnmente empleado, el número de disparos en un saludo militar determinado variará según las condiciones. Las circunstancias que afectan a estas variaciones incluyen la ocasión particular y, en el caso de los funerales de estado o los militares, la rama del servicio y el rango (o cargo) de la persona a la que se rinden los honores.

## Historia

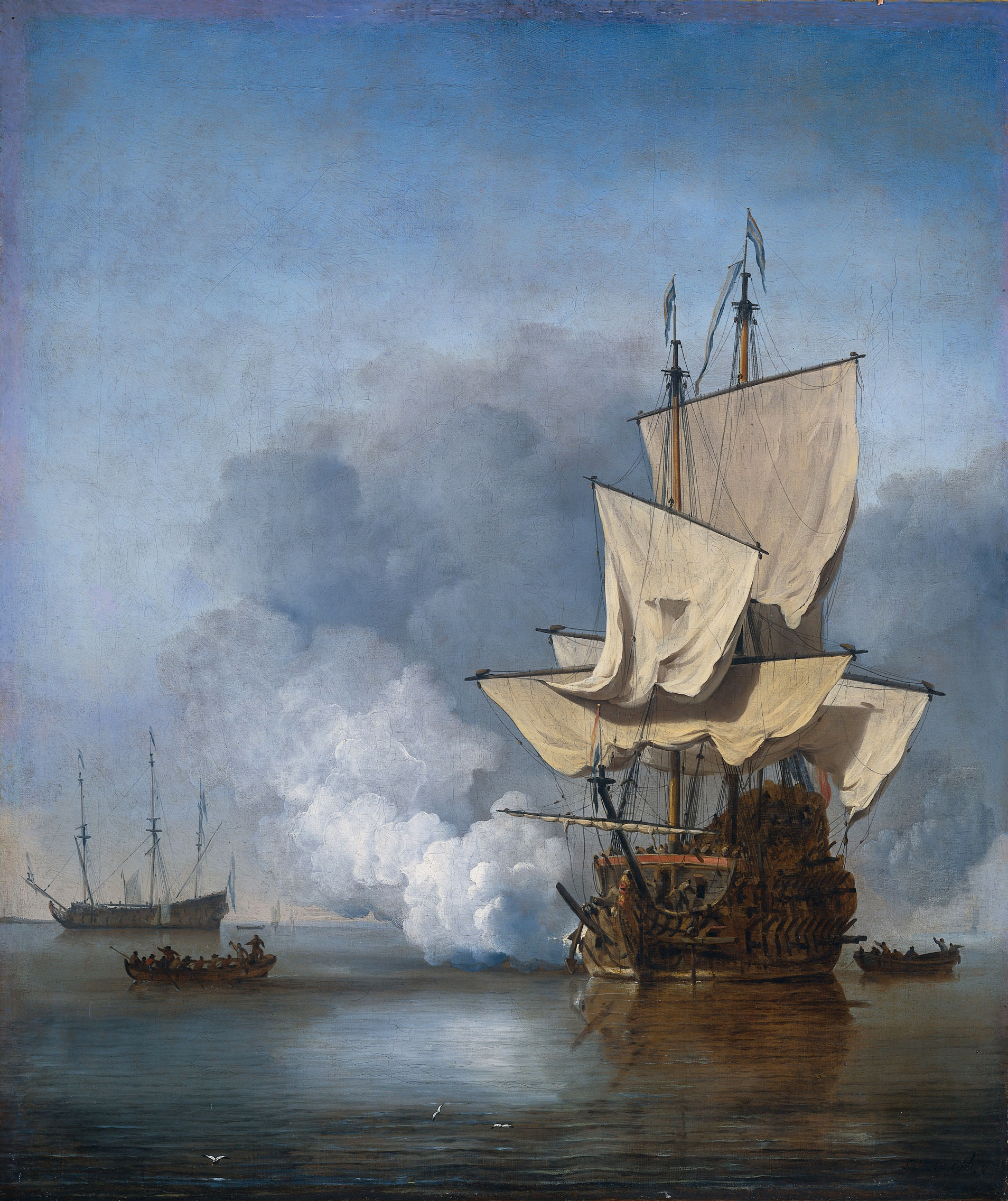
Un buque de guerra holandés disparando una salva. El disparo del cañón, cuadro de Willem van de Velde el Joven

La costumbre proviene de la tradición naval del siglo XVI, cuando un buque de guerra mostraba sus intenciones pacíficas disparando sus cañones sin causar daño hacia el mar hasta que se agotaba su munición. Como los cañones requerían un tiempo considerable para recargarse, el barco estaba efectivamente desarmado, lo que significaba su ausencia de intenciones hostiles. En los primeros tiempos, siete cañonazos era el saludo nacional británico reconocido. En aquellos días, la pólvora fabricada con nitrato de sodio era más fácil de mantener en tierra firme que en el mar, y las primeras regulaciones establecieron que, aunque un barco disparara solo siete cañonazos, los fuertes en tierra dispararían tres veces por cada disparo del barco, de ahí el número 21.
Se eligieron números impares, ya que los números pares indicaban una muerte.

## Por país

### Canadá
El primer ministro, los jefes de misiones extranjeras, los jefes de gobierno extranjeros y el vicepresidente de los Estados Unidos tienen derecho a un saludo de 19 cañonazos.
Se dispara un saludo de 17 cañonazos al ministro de la defensa nacional canadiense cuando visita un puesto de saludo (limitado a una vez al año), así como a los ministros de defensa y asuntos exteriores.
Antes de que el gobierno de Trudeau los aboliera en 1968, se disparaban saludos reales en Ottawa, las capitales provinciales, Montreal y Vancouver también el Día de la Ascensión de la Reina (6 de febrero), el cumpleaños real de la Reina (21 de abril), el Día de la Coronación de la Reina (2 de junio), el cumpleaños del Duque de Edimburgo (10 de junio) y el cumpleaños de la Reina Madre (4 de agosto).

### China
En China se disparan salvas de 21 cañonazos para dar la bienvenida a jefes de Estado, como por ejemplo presidentes, monarcas o gobernadores generales. Se disparan saludos de 19 cañonazos para dar la bienvenida a jefes de gobierno, como por ejemplo primeros ministros o cancilleres.
Todos los años se disparan salvas de 12 cañonazos en grupos de cuatro durante las conmemoraciones de la repatriación de los soldados de los Voluntarios del Pueblo Chino de Corea del Sur.
La cantidad de salvas que se disparan en los desfiles militares depende de cuántos años de un evento específico se conmemora. Por ejemplo, se disparó una salva de 100 cañonazos en el servicio del centenario del Partido Comunista de China en 2021.

### Dinamarca

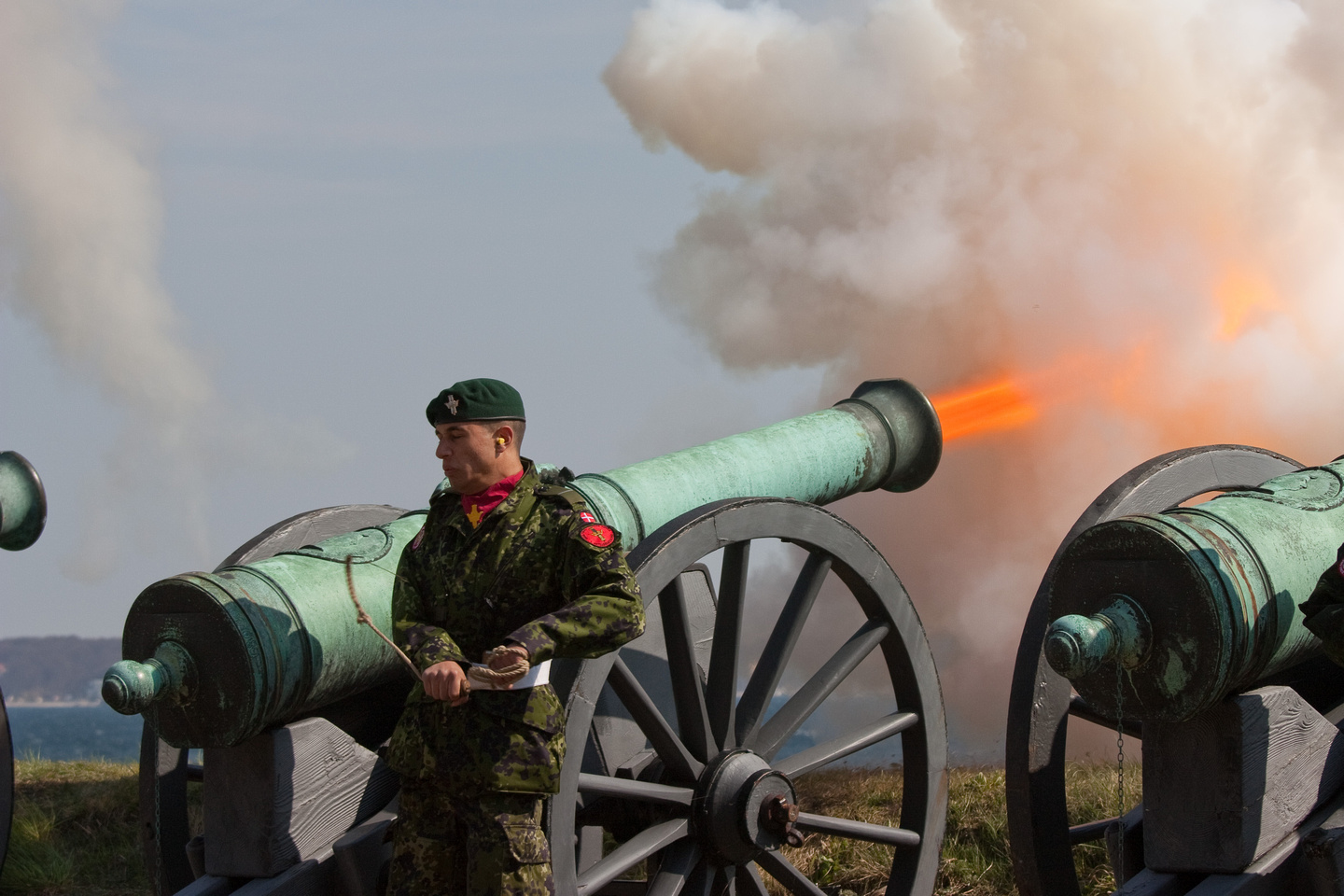
Salva de 27 cañonazos en el castillo de Kronborg, para celebrar el 69 cumpleaños de la reina Margarita II

El día después del nacimiento de la princesa Benedicta en 1944, que tuvo lugar durante la ocupación de Dinamarca por la Alemania nazi, los miembros del grupo de la resistencia danesa Holger Danske realizaron un saludo militar con 21 explosiones en el parque urbano Ørstedsparken en el centro de Copenhague, como referencia al tradicional saludo de 21 cañonazos que se realiza con ocasión de los nacimientos reales.

### Egipto
El 3 de abril de 2021 se realizó un saludo de 21 cañonazos durante el Desfile de los Faraones (también llamado Desfile Dorado), cuando las momias de los antiguos faraones egipcios fueron trasladadas al nuevo museo de Guiza. La mayoría de las momias pertenecían al período del Imperio Nuevo, que gobernó Egipto entre 1539 a. C. y 1075 a. C. Se realizó un saludo de 21 cañonazos durante el funeral del expresidente egipcio Hosni Mubarak en febrero de 2020. Se realizó un saludo de 21 cañonazos después de que el presidente Abdelfatah El-Sisi prestara juramento el 8 de junio de 2014. También se realizó un último saludo de 21 cañonazos en honor al rey Faruq antes de embarcarse en el yate "Mahrousa", que lo llevó al exilio en Italia en 1952.

### España
En España, el Reglamento  de Actos y Honores Militares de 1984 regulaba los supuestos en los que se debía realizar un saludo protocolario mediante una salva de 21 cañonazos, en actos en los que se tributasen honores a la bandera de España, a los reyes de España, o con ocasión de la visita de jefes de Estado extranjeros; mientras que a los príncipes, al presidente del gobierno y a otros altos cargos del estado se les reservaban salvas de 19 cañonazos. También regulaba la atribución de salvas de 15, 13 y 11 cañonazos dedicadas a mandos militares. Así mismo, se regulaba su uso en sepelios de los miembros de la casa real, de altos dignatarios del estado y de miembros del Ejército. Con posterioridad, el Real Decreto 684/2010, de 20 de mayo, por el que se aprueba el Reglamento de Honores Militares, supuso la actualización de estos criterios.

### Francia

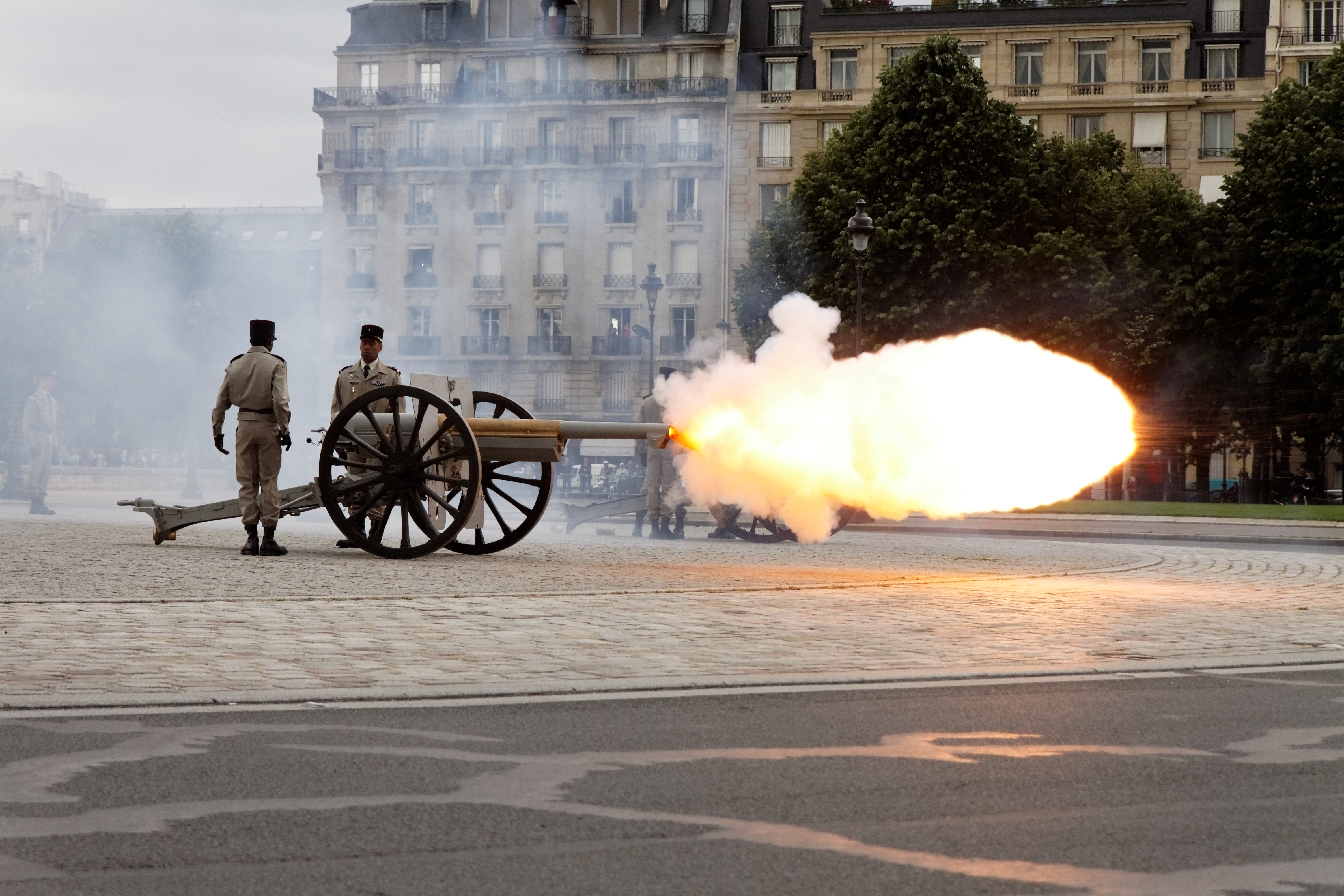
Cañón de calibre 75 mm realizando 21 disparos cerca de Los Inválidos para celebrar la investidura de François Hollande como Presidente de Francia

Se tributa un saludo con 21 cañonazos al presidente de Francia, formando parte de sus "honores militares" ("honneurs militaires"). El saludo se produce durante la ceremonia de investidura (por dos cañones de 75 mm de calibre) y durante las visitas navales. Estos honores se extienden a los jefes de Estado extranjeros durante las visitas de estado.

### India
Durante el período de la India británica, el país desarrolló un sistema jerárquico formal de saludos con cañonazos. En el momento de la independencia de la India en 1947, la jerarquía de saludos dentro de la India británica era la siguiente:
| Número de cañonazos   | Homenajeado |
| --------------------- | --- |
| 101 (Saludo imperial) | - El rey-emperador de la India |
| 31 (Saludo real)      | - La reina emperatriz y los miembros de la familia real - El virrey y gobernador general de la India |
| 21                    | - Jefes de Estado - Soberanos extranjeros y miembros de sus familias |
| 19                    | - Jefes de gobierno - Gobernador general de la India portuguesa - Embajadores - Comandante en jefe de la India (con rango de mariscal de campo) |
| 17                    | - Gobernadores de las presidencias de Bombay, Madrás y Bengala - Gobernadores de las provincias indias - Gobernador de la India francesa - Enviados extraordinarios y ministros plenipotenciarios - Comandante en jefe de la India (con rango de general) - Almirantes, generales y mariscales del aire |
| 15                    | - Tenientes gobernadores de provincias de la India - Plenipotenciarios y enviados - Ministros residentes - Comandante en jefe de la flota de las Indias Orientales - Oficial de bandera al mando de la Marina Real de la India (rango de vicealmirante) - Oficial de aire al mando en jefe de las fuerzas aéreas de la India (rango de mariscal del aire) - Comandantes del ejército con el rango de teniente general - Vicealmirantes, tenientes generales y mariscales del aire |
| 13                    | - Comisionados en jefe de las provincias de la India - Residentes (1ª clase) - Residentes (2ª clase) - Oficial de bandera al mando de la Marina Real de la India (rango de contraalmirante) - Oficial del aire al mando en jefe de las Fuerzas Aéreas de la India (rango de vicemariscal del aire) - Generales de división al mando de distritos - Contralmirantes, generales de división y vicemariscales del aire                                                               |
| 11                    | - Agentes políticos - Cónsules generales - Encargados de negocios - Comandantes de brigada (incluidos los generales de división si están al mando de una brigada) - Comodoros, brigadistas y comodoros del aire |
| 9                     | - Gobernador de Daman; Gobernador de Diu (India portuguesa) |

Antes de la independencia de la India en 1947, el virrey de la India recibía un saludo virreinal único de 31 cañonazos. Después de 1947, el saludo de 31 cañonazos se mantuvo para honrar al gobernador general de la India (1947-1950).
Además, 118 de los aproximadamente 565 estados principescos de la India fueron clasificados como "estados con saludo". A los gobernantes de los estados que hacían saludos se les concedían saludos con armas de fuego que iban desde 9 a 21. Este sistema continuó hasta 1971, cuando el Gobierno de la India abolió los privilegios y monederos privados de los ex gobernantes.

### Indonesia

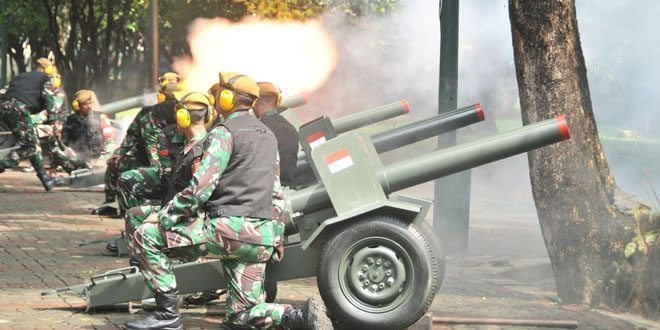
La batería de 17 cañones del 7º Batallón de Artillería de Campaña del Ejército de Indonesia durante la ceremonia del Día de la Independencia nacional

En Indonesia, el saludo de 21 salvas se realiza durante las visitas oficiales de los jefes de Estado extranjeros.
El saludo modificado de 17 salvas se ejecuta durante la conmemoración de los segundos exactos de la proclamación de la independencia de Indonesia a las 10:00 de cada 17 de agosto, cerca del palacio de Merdeka en Yakarta.
También se hace lo mismo en otras ciudades de Indonesia durante las ceremonias de conmemoración del Día de la Independencia.

### Israel
En Israel, la práctica de las salvas de saludo se ha eliminado debido a que el país ha "sufrido muchos ataques terroristas".

### Singapur
El día del Desfile Nacional de Singapur se realiza un saludo con 21 cañonazos durante la inspección presidencial de los contingentes que participan en el desfile.
En una ocasión excepcional, se tributó una salva de 21 cañonazos al ex Primer Ministro y líder fundador Lee Kuan Yew durante su funeral de estado.

### Sri Lanka
Tradicionalmente, la marina de Sri Lanka realiza un saludo de 25 cañonazos a la nación durante los actos conmemorativos de la independencia, que se celebra el 4 de febrero de cada año. Las salvas se disparan desde la batería de cañones navales situada en el faro de Colombo, una tradición heredada de la antigua influencia británica, y comenzó desde el HMCyS Vijaya, el primer buque de guerra de la marina de Ceilán que realizó un saludo de 25 cañonazos el 4 de febrero de 1951 con su único cañón de cuatro pulgadas de diámetro.

### Suecia
El número de disparos en un saludo depende del lugar y de la ocasión. El llamado saludo real es de 21 disparos.
| Número de disparos | Homenajeado |
| ------------------ | --- |
| 21                 | Nación Jefe de Estado Realeza |
| 19                 | Primer ministro Mariscal del Reino Ministro de Asuntos Exteriores Presidente del Parlamento Embajador de Suecia Ministro de Defensa Comandante en Jefe |
| 17                 | Admiral General Enviado extraordinario |
| 15                 | Vicealmirante Jefe de la marina Encargado de negocios                                                                                                  |
| 13                 | Contraalmirante Encargado de negocios interino |
| 11                 | Contraalmirante (grado inferior), oficial de bandera de una estrella Cónsul general                                                                    |
| 9                  | Capitán |
| 7                  | Cónsul |
| 5                  | Vicecónsul |

Los lugares autorizados para realizar saludos son:
- Skeppsholmen (Estocolmo)
- Kastellholmen, (Estocolmo)
- Kungshall (Karlskrona)
- Kungsholms fort, (Karlskrona)
- Fårösund (Isla de Gotland)
- Bodens fästning, (Boden)
- Kusthöjden (Härnösand)
- Vaxholms fästning ( Vaxholm)
- Oskar-Fredriksborg, (Vaxholm)
- Skansen Lejonet (Gotemburgo)
- Älvsborgs fästning, (Göteborg)

### Reino Unido

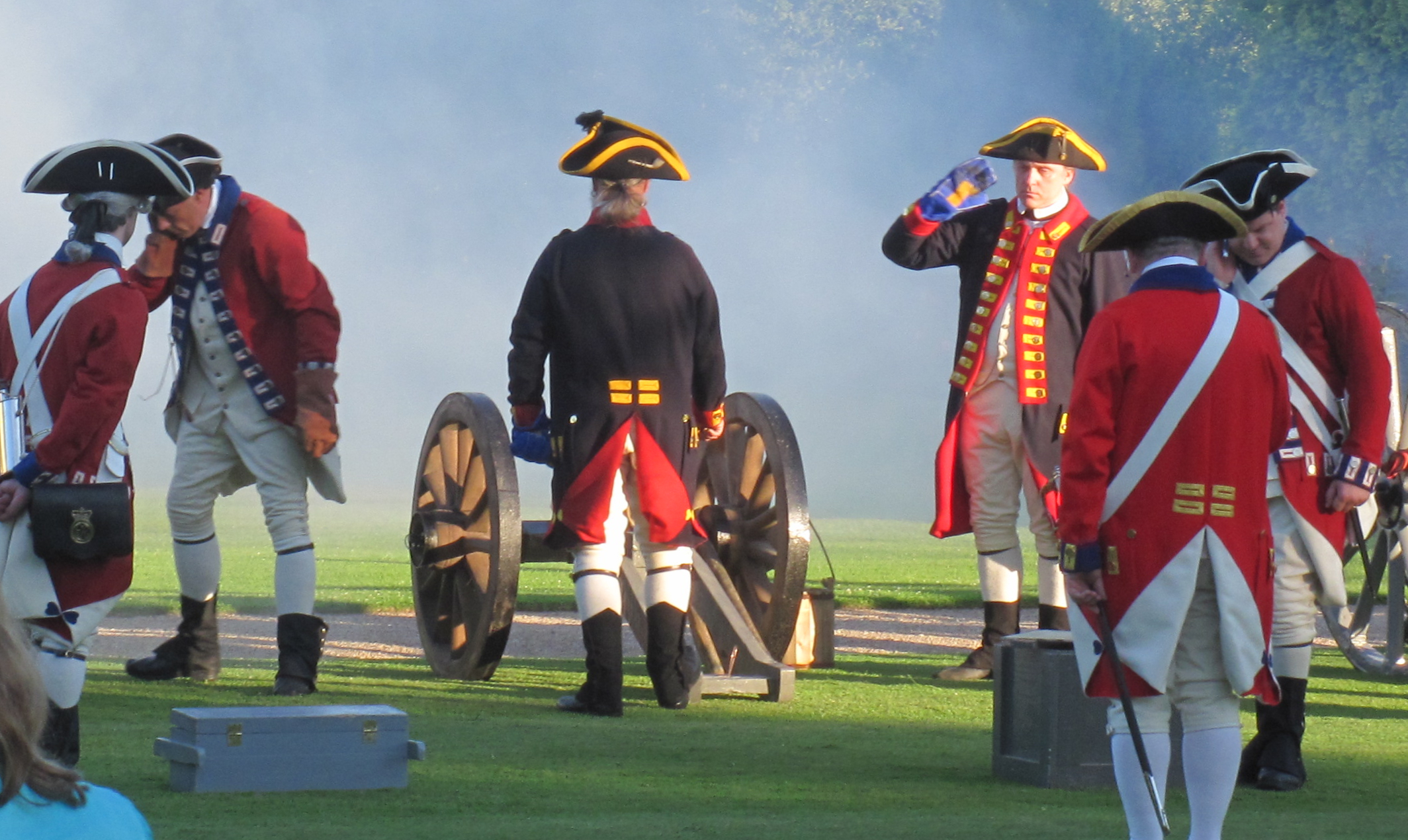
Una salva de 21 cañonazos en una recepción en Jersey para conmemorar el cumpleaños de la reina Isabel II

El número de disparos en un saludo depende del lugar y la ocasión. El saludo básico es de 21 disparos. En Hyde Park y Green Park se añaden 20 disparos extra porque son Parques Reales. En la Torre de Londres se disparan 62 salvas en los aniversarios reales (las 21 básicas, más otras 20 porque la Torre es un Palacio Real y una Fortaleza, más otras 21 "por la City de Londres") y 41 en otras ocasiones. La Torre de Londres probablemente tenga el récord de más salvas disparadas en una solo saludo: se dispararon 124 cuando el cumpleaños del duque de Edimburgo (62 salvas) coincidió con el sábado designado como el cumpleaños oficial de la reina Isabel II (también 62 salvas).

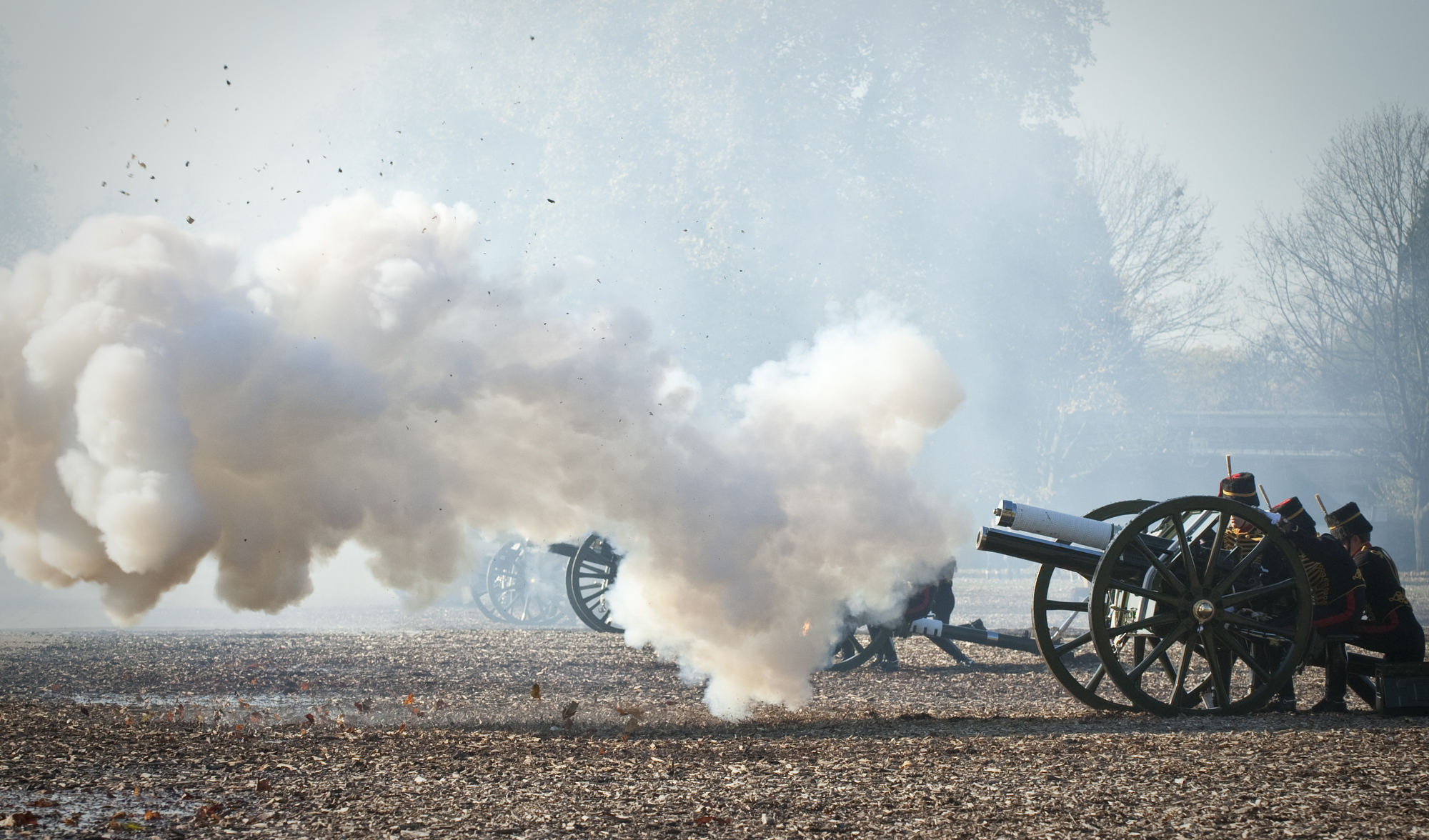
Saludo con cañonazos en Hyde Park por parte de la Tropa del Rey, Artillería Montada Real

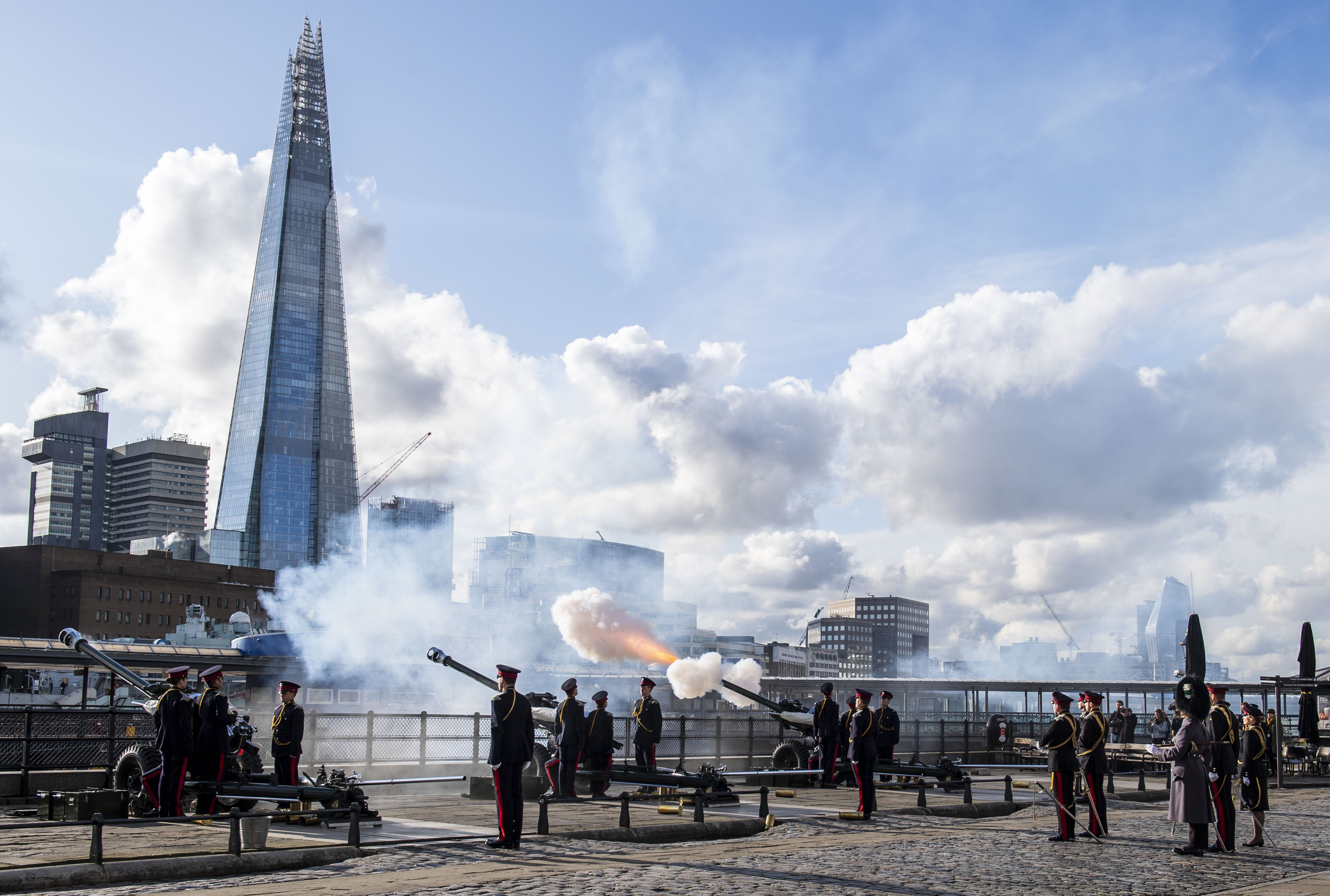
Saludo en la Torre de Londres por el cumpleaños del Príncipe Carlos

El 10 de abril de 2021, se disparó una salva de 41 cañonazos para conmemorar la muerte de la Felipe de Edimburgo, y el tiempo cambió de 1 salva cada 10 segundos a 1 salva cada minuto, lo que dio como resultado una duración total de 41 minutos para la salva.

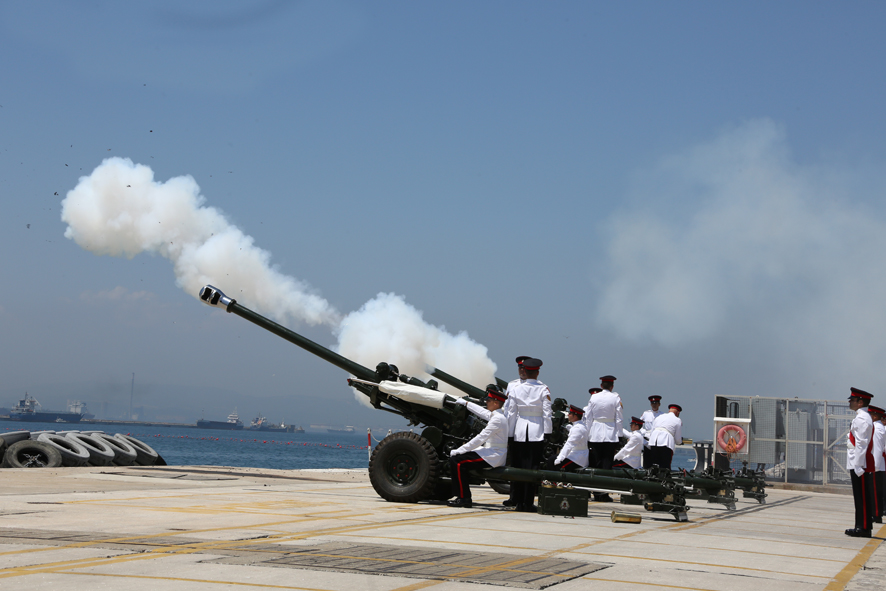
Saludo con cañonazos en Gibraltar, con motivo del nacimiento de Jorge de Gales

Cuando murió la reina Isabel II, se disparó una salva de 96 cañonazos para representar sus años de vida.
Las estaciones de saludo militar autorizadas son:
en Inglaterra:
- Hyde Park
- La Torre de Londres
- Royal Arsenal, Woolwich
- Jardines del museo de York
- Cuartel del Ejército en Colchester
- Artillería Real en Larkhill
- Ciudadela Real de Plymouth
- Castillo de Dover
- Base Naval de Portsmouth

en Escocia:
- Castillo de Edimburgo
- Castillo de Stirling

en Gales:
- Cardiff

en Irlanda del Norte:
- Castillo de Hillsborough

También se disparan salvas en Gibraltar.

### Estados Unidos
La práctica de disparar un cañón por cada estado de la unión no fue autorizada oficialmente hasta 1810, cuando el Departamento de Guerra de los Estados Unidos declaró que el número de disparos en el "saludo nacional" era equivalente al número de estados, que en ese momento era 17. La tradición continuó hasta 1841, cuando se redujo de 26 a 21.

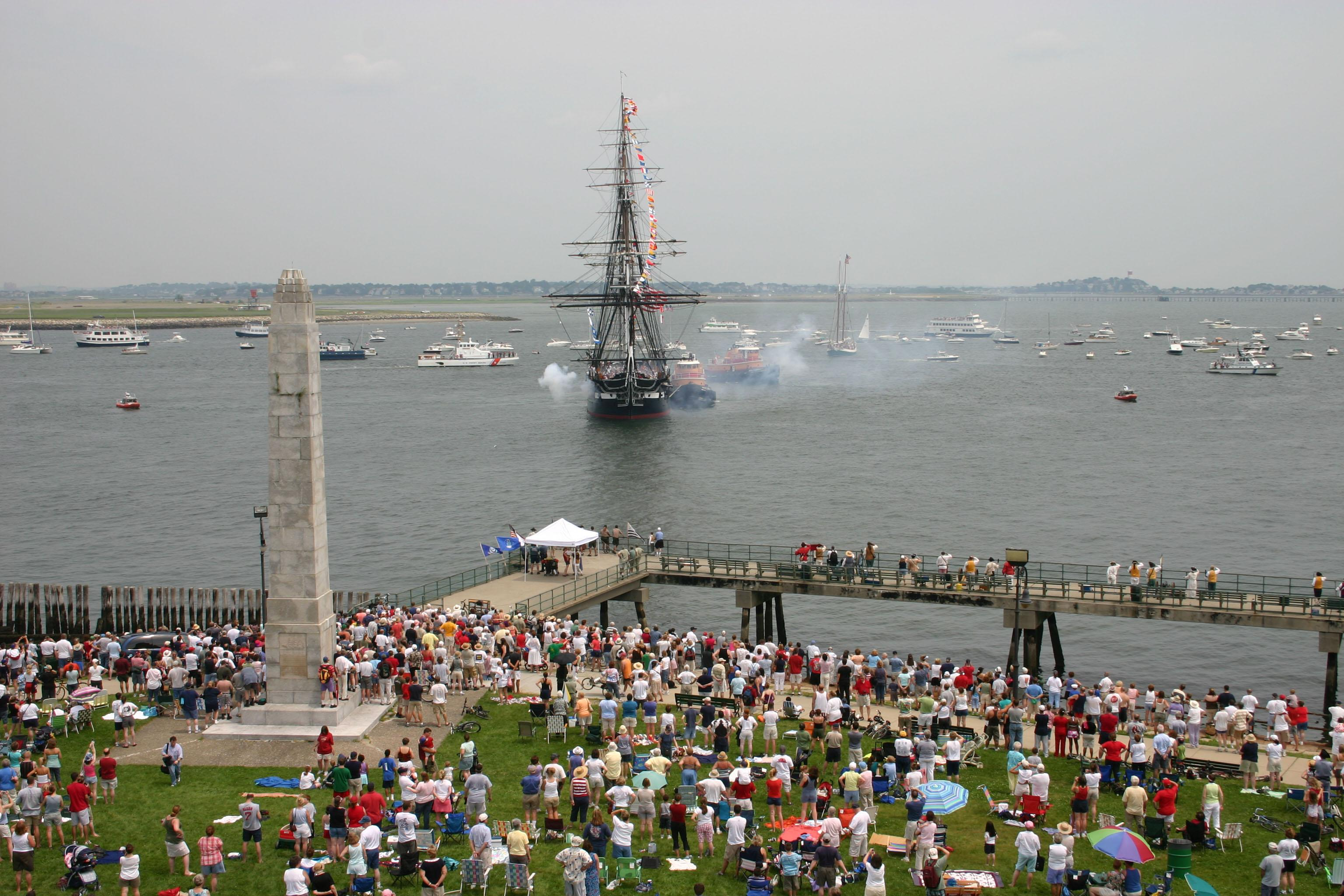
El USS Constitution realiza un saludo de 21 cañonazos dirigido al Fort Independence, durante el Día de la Independencia

En 1842, Estados Unidos declaró el saludo de 21 cañonazos como su "saludo presidencial". Si bien el "saludo nacional" se había establecido formalmente como el saludo de 21 salvas, la tradición actual sostiene que el saludo del Día de la Independencia es de 50 disparos, uno por cada estado de la unión. Este "saludo a la nación" se dispara al mediodía del 4 de julio en las instalaciones militares estadounidenses. La Marina de los EE. UU. reconoce el día de los Presidentes y día de los Caídos con una salva de 21 cañonazos a las 12:00.
En abril de 1914, durante la revolución mexicana, se produjo el incidente de Tampico, y se intensificó como resultado de una salva de veintiún cañonazos (o más específicamente, la falta de una). Nueve marineros estadounidenses desarmados fueron arrestados en Tampico, Tamaulipas, México, por introducirse en una zona prohibida en una estación de carga de combustible. A pesar de que fueron liberados, el comandante naval de los EE. UU. exigió una disculpa y una salva de veintiún cañonazos. Se proporcionó la disculpa, pero no el saludo, lo que le dio al presidente Woodrow Wilson una razón para ordenar la ocupación estadounidense del puerto de Veracruz.

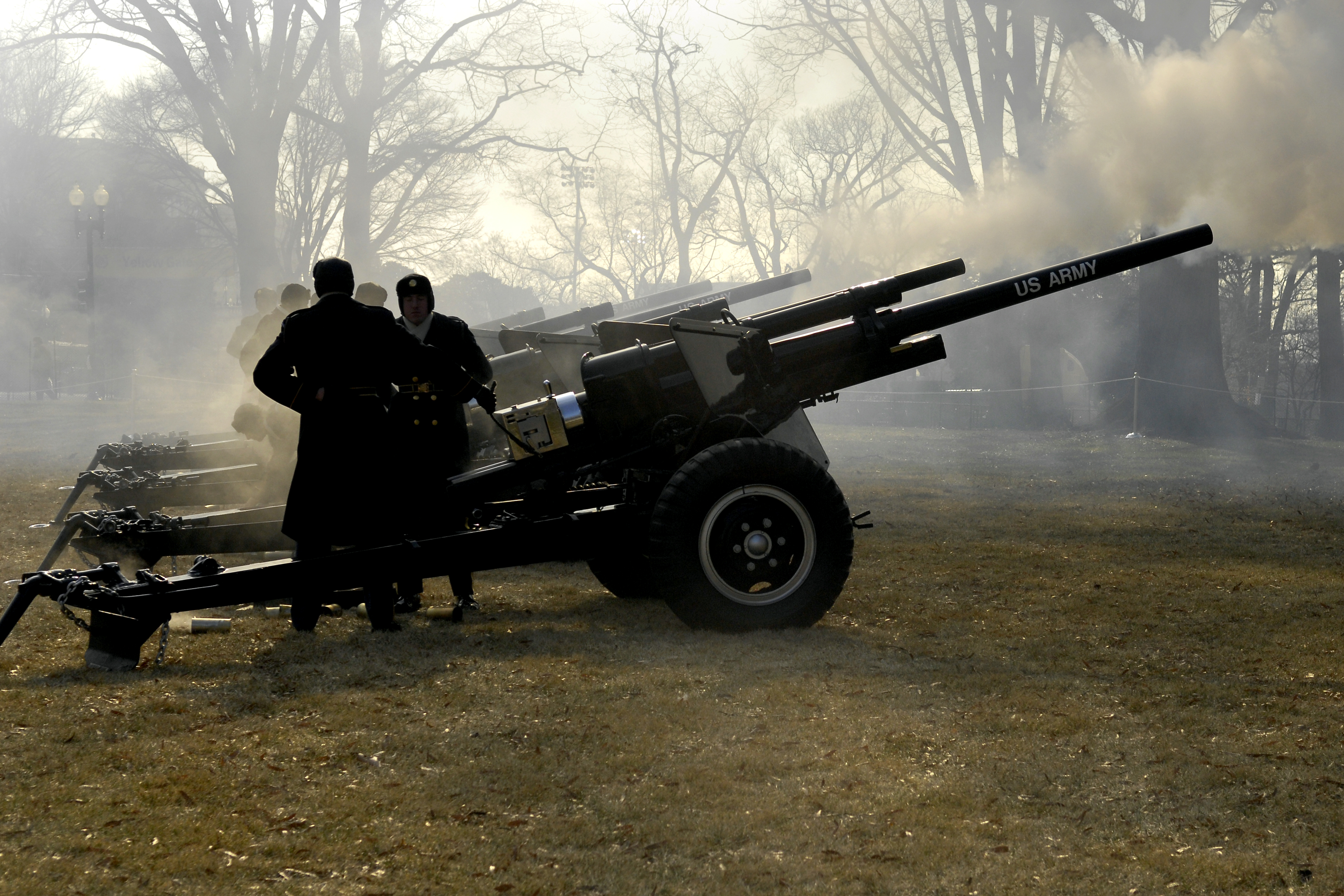
Batería de cañones realizando el saludo presidencial junto al Capitolio durante la investidura de Barak Obama en 2009

Las salvas de cañonazos disparadas en los Estados Unidos son las siguientes:
| Número de disparos | Homenajeado |
| ------------------ | --- |
| 21                 | - El Presidente de los Estados Unidos, expresidentes y presidentes electos. - Jefes de Estado extranjeros, jefes de gobierno y monarcas reinantes |
| 19                 | - Vicepresidente de los Estados Unidos, Presidente de la Cámara de Representantes, Presidente pro tempore del Senado, Presidente de la Corte Suprema de los Estados Unidos, Miembros del Gabinete Presidencial - Gobernadores, el Secretario de Defensa, el Secretario de Defensa Diputado, el Secretario del Ejército, el Secretario de la Marina, el Secretario de la Fuerza Aérea, el Presidente del Estado Mayor Conjunto, el Jefe de Estado Mayor del Ejército, el Comandante del Cuerpo de Marines, el Jefe de Operaciones Navales, el Jefe del Estado Mayor de la Fuerza Aérea, el Jefe de Operaciones Espaciales - General de Ejército, Almirante de la Flota o el General de la Fuerza Aérea, y Embajadores, Altos Comisionados y Embajadores o personal de rango equivalente |
| 17                 | - Gobernador-General o Gobernador de Territorio, Commonwealth o Posesión de los Estados Unidos o un área bajo administración estadounidense, Comité del Congreso, Subsecretarios de Defensa, Asesor General del Departamento de Defensa, Subsecretarios del Ejército, la Marina o la Fuerza Aérea - Almirante, General |
| 15                 | - Enviado extraordinario y ministro plenipotenciario - Vicealmirante, Teniente general |
| 13                 | - Ministro residente; Contralmirante, Mayor general |
| 11                 | - Encargado de negocios, Cónsul general, Cónsul, o Vicecónsul cuando esté a cargo de un consulado general - General de brigada; Contraalmirante (de rango bajo) |
| 7                  | - Cónsules acreditados ante los vicecónsules de los Estados Unidos cuando están a cargo de un consulado |
| 5                  | - Vicecónsules y agentes consulares |

#### Muertes de presidentes
La muerte de un Presidente de los Estados Unidos implica salvas de 21 cañonazos y otras tradiciones militares. Al día siguiente de la muerte del presidente, expresidente o presidente electo (a menos que este día caiga en domingo o feriado, en cuyo caso el honor se rendirá al día siguiente), los comandantes de las instalaciones del Ejército con el personal y el material necesarios ordenan tradicionalmente que se dispare un cañonazo cada media hora, comenzando con el toque de diana y terminando con el toque de retreta.
El día del entierro, tradicionalmente se dispara una salva de cañonazos de 21 minutos a partir del mediodía en todas las instalaciones militares con el personal y el material necesarios. Los cañonazos se dispararán a intervalos de un minuto. También el día del entierro, esas instalaciones dispararán una salva de 50 cañonazos (una ronda por cada estado) a intervalos de cinco segundos inmediatamente después de arriar la bandera.

## Vídeos
- Seis disparos de una salva de 21 cañonazos el 4 de diciembre de 2005 para celebrar el nacimiento del nuevo príncipe noruego, Sverre Magnus de Noruega, el día anterior
- Saludo de 21 cañonazos en el Día de la Coronación del Rey Bhumibol Adulyadej en Sanam Luang, Bangkok, Tailandia, el 5 de mayo de 2009
- Interpretación instrumental del Himno nacional de Rusia en el Desfile del Día de la Victoria de Moscú de 2010 en la Plaza Roja, con una salva de 21 cañonazos
- Una salva de 21 cañonazos en honor a la Princesa Bejaratana Rajasuda en su ceremonia de cremación real, el 9 de abril de 2012